# Sisowath Sirik Matak
Hoàng thân Rajavong Sisowath Sirik Matak (1914 – 1975) là chính trị gia và Phó Thủ tướng Cộng hòa Khmer, xuất thân từ hoàng tộc Campuchia thuộc vương triều Varman dưới sự trị vì của dòng họ Sisowath. Sirik Matak được biết đến vì các hoạt động chính trị nổi bật tại Campuchia. Ngoài ra ông còn là một trong ba nhân vật chính tham gia vào cuộc đảo chính năm 1970 lật đổ người em họ Norodom Sihanouk.

## Tiểu sử

### Sự nghiệp ban đầu
Sirik Matak sinh ngày 22 tháng 1 năm 1914 tại Phnom Penh, là thành viên của dòng họ Sisowath thuộc vương triều Varman, con trai của hoàng thân Sisowath Rottari và công chúa Troeung Yoeum, chắt trai của vua Sisowath xứ Campuchia. Lúc đầu vào làm công chức Bộ Dân chính thời thực dân Pháp trong suốt thập niên 1930. 
Dưới hiến pháp do người Pháp đặt ra, bất kỳ thành viên của dòng tộc Sisowath hoặc Norodom đều có thể được chọn làm vua, do vậy Sirik Matak được xem là ứng cử viên tiềm năng kế thừa ngôi vua Campuchia trong tương lai. Năm 1941, sau khi vua Sisowath Monivong băng hà, chính quyền thực dân Pháp đã chọn em họ của Sirik Matak là Norodom Sihanouk lên nối ngôi vì tin rằng ông dễ bị sai khiến và tác động hơn. Về sau chính Sihanouk buộc tội Sirik Matak đã nuôi dưỡng sự oán giận sâu độ nhằm chống lại ông: 
| “                  | Từ lúc nhỏ Sirik Matak đã thù ghét tôi. Hắn nghĩ rằng, đáng lẽ người nối ngôi vua, leo lên ngai vàng phải là ông bác hắn, tức Hoàng thân Sisowath Monireth, chứ không phải là tôi. | ” |
| — Norodom Sihanouk | |   |

Sau chiến tranh thế giới thứ hai, Sirik Matak ngày càng tăng cường sự tham gia vào hoạt động chính trị Campuchia. Từng là thành viên phái cánh tả Đảng Cách tân Campuchia do tướng Lon Nol thành lập, ông lao vào tranh cử trong cuộc bầu cử Quốc hội vào năm 1947, dù đảng của ông thất bại trong việc giành lấy chiến thắng ở bất kỳ ghế nào. Chức vụ đầu tiên mà Sirik Matak nắm giữ là Bộ trưởng Bộ Nhà nước vào tháng 6 năm 1952, kế đó ông được đức vua Sihanouk bổ nhiệm làm Bộ trưởng Bộ Quốc phòng, Bưu chính và Viễn thông vào đầu năm 1953. Tháng 7 cùng năm, ông được đề bạt lên Bộ trưởng Ngoại giao trong chính phủ Penn Nouth. Nhờ thành tích nổi bật được làm Trưởng ban phụ trách Quốc phòng từ tháng 1 đến tháng 4 năm 1955, chức vụ mà ông nắm giữ trong giai đoạn 1957-1958 tại thời điểm tương tự như Bộ Giáo dục. Sihanouk về sau giữ chức Thủ tướng Campuchia và phong trào Sangkum của ông đã lôi cuốn và vận động Đảng Cách tân Khmer tham gia trước khi Sangkum giành chiến thắng trong cuộc bầu cử năm 1955.
Bất chấp sự kết hợp của nhiều phe đối lập cánh hữu vào Sangkum, Sirik Matak vẫn là một đối thủ không đội trời chung của Sihanouk, đặc biệt là sự khoan dung cho các hoạt động của Bắc Việt trong phạm vi biên giới Campuchia. Trong suốt thập niên 1960, Sihanouk đã cố gắng giảm thiểu ảnh hưởng từ Sirik Matak đối với nền chính trị quốc nội bằng cách liên tiếp bổ nhiệm ông làm Đại sứ Trung Quốc từ năm 1962 đến 1964, Đại sứ Philippines năm 1965 và thực hiện sứ vụ ngoại giao năm 1966 đến 1967 tại Tokyo, Nhật Bản. Ngoài ra, ông còn giữ chức Quyền Chủ tịch Hội đồng khi sống ở Pháp sau này vì lý do sức khỏe mãi đến tháng 2 năm 1970. 

### Đảo chính năm 1970
Suốt năm 1969, thông qua sự cân nhắc đối với chính sách "trung lập" của Norodom Sihanouk là cố ý kết thân với phe Cộng sản, chính quyền Mỹ Richard Nixon đã bí mật liên hệ với Thủ tướng Lon Nol và Hoàng thân Sirik Matak để thăm dò ý định của họ về việc tiến tới thành lập một nhà nước Cộng hòa nhằm phục vụ lợi ích và mưu đồ từ phía Mỹ, đồng thời quyền lực của Sirik Matak tăng lên đáng kể sau khi Lon Nol trở thành Thủ tướng vào tháng 8 năm 1969. Trong thời gian Lon Nol vắng mặt vì dự lễ kỷ niệm hai mươi năm thành lập nước Cộng hoà nhân dân Trung Hoa vào ngày 1 tháng 10 cùng năm, Sirik Matak là người được Lon Nol chọn làm Phó Thủ tướng đảm nhiệm chức vụ Quyền Thủ tướng và chịu trách nhiệm về mặt An ninh Nội bộ, Giáo dục Quốc gia và Ban Tôn giáo Campuchia. Lợi dụng chức quyền này Sirik Matak đã gửi một thông tri tới các Bộ, các Vụ, quy định tất cả các báo cáo đều phải gửi tới Quyền Thủ tướng, không được trực tiếp gửi lên Quốc trưởng Sihanouk, người nào không tuân theo quy tắc sẽ bị "trừng phạt nặng". Suốt thời gian đương nhiệm, Sirik Matak đã tiến hành tổ chức một loạt quá trình tư hữu hóa nền kinh tế và các biện pháp bãi bỏ quy định đối lập với chính sách quốc hữu hóa trước đây của Sihanouk là nhà nước kiểm soát ngân hàng, xuất khẩu, nhập khẩu và sản xuất dược phẩm và rượu. Sirik Matak thậm chí đã đến thăm Hà Nội nhằm bí mật tìm hiểu những gì có thể làm để loại bỏ sự hiện diện của quân đội Nhân dân Việt Nam tại lãnh thổ Campuchia. Ông đã tức giận khi phát hiện các bản văn kiện có chữ ký của Sihanouk đồng ý thành lập các căn cứ mật cho phía Bắc Việt và vận chuyển vũ khí cùng khí tài của họ thông qua các cảng ở Campuchia. Ngày 12 tháng 3 năm 1970, khi Sihanouk đang thực hiện chuyến công du nước ngoài tại Bắc kinh, Sirik Matak lập tức hủy bỏ thỏa thuận thương mại của Sihanouk và Lon Nol hạ lệnh yêu cầu quân đội Việt Nam Dân chủ Cộng hòa và Mặt trận Dân tộc Giải phóng miền Nam Việt Nam phải rời khỏi Campuchia vào lúc bình minh ngày 15 tháng 3 (thời hạn được thông qua mà không có bất kỳ phản ứng nào từ phía Việt Nam). Vào ngày 18 tháng 3, Sirik Matak hỗ trợ Lon Nol tổ chức một cuộc bỏ phiếu ở Quốc hội quyết định bãi miễn chức vụ Nguyên thủ quốc gia của Sihanouk. Lý do được đưa ra bởi một loạt vụ bạo động chống chính phủ Việt Nam Dân chủ Cộng hòa thông qua các cuộc đập phá đại sứ quán Bắc Việt và Cộng hòa Miền Nam Việt Nam có khả năng được sự khuyến khích của Thủ tướng và Phó Thủ tướng chính phủ Lon Nol. Các phương tiện truyền thông nước ngoài đều cho rằng Sirik Matak, Phó Thủ tướng trong chính phủ Lon Nol mới thực sự là lực lượng tổ chức đằng sau cuộc đảo chính; họ tuyên bố đến phút cuối cũng đã thuyết phục Lon Nol, Sirik Matak cho chạy một cuộn băng ghi âm cuộc họp báo từ Paris, trong đó Sihanouk dọa sẽ xử lý cả hai khi ông trở về Phnom Penh. Thậm chí một số nguồn tin còn cho biết Sirik Matak còn dùng súng dọa bắn để buộc Lon Nol cam kết lật đổ Sihanouk.
Về vấn đề này, nhà báo Alman sau đó mới tiết lộ rằng ông đã được "nhiều nhân vật cấp cao ở Phnompenh cho biết, từ sáu tháng trước khi xảy ra vụ đảo chính gồm Lon Nol, Sirik Matak và nhiều quan chức cấp cao trong Bộ Tổng tham mưu và trong Quốc hội âm mưu lật đổ Sihanouk bằng vũ lực và nếu cần sẽ ám sát cả Sihanouk". Sihanouk cũng cho rằng người anh họ của ông mới là lực lượng chủ yếu đứng đằng sau cuộc đảo chính, tuyên bố chính Sirik Matak (được CIA hỗ trợ và có liên hệ với đối thủ lâu dài của Sihanouk là Sơn Ngọc Thành) đã đề xuất kế hoạch đảo chính với Lon Nol ngay từ đầu năm 1969. Sự nghi ngờ của Sihanouk dường như bắt nguồn từ thực tế: Prom Thos, Bộ trưởng Thương mại trong chính phủ Lon Nol về sau đã kể lại với nhà sử học Ben Kiernan là vào khoảng tháng 3 năm 1969, Sirik Matak trong một cuộc tranh luận cho rằng nên ám sát Sihanouk, Lon Nol từ chối kế hoạch giống như một vụ "phạm tội điên rồ".
Với việc công bố thành lập nước Cộng hòa Khmer ngay sau cuộc đảo chính, Sirik Matak đã từ bỏ danh hiệu hoàng gia, mặc dù ông dự kiến ban đầu bí mật đưa người con trai riêng của ông hoặc một thành viên khác của gia tộc Sisowath, có thể là Hoàng thân Sisowath Duongchivin lên nối ngôi vua.

### Thời Cộng hòa Khmer
Trong những năm đầu tiên của nước Cộng hòa, Lon Nol được bầu làm Tổng thống đầu tiên thế nhưng sức khỏe của ông vốn dĩ lại có vấn đề thế nên Phó Thủ tướng Sirik Matak lại giữ vai trò nổi bật nhất trong chính phủ. Là người thích công khai trong diện mạo của một quân nhân, Sirik Matak thường xuất hiện trong bộ đồng phục trọn vẹn theo cấp bậc thiếu tướng và mang theo một cây gậy chỉ huy. Trong khi đó, Lon Nol lại đặc biệt phổ biến trong giới sinh viên, học sinh chống Sihanouk ở các thành phố của Campuchia, Sirik Matak nhận được sự ủng hộ của tầng lớp thượng lưu ở các đô thị Tây hóa và giới nông dân Campuchia thì ra sức ủng hộ Sihanouk với số lượng áp đảo. Ngoài ra, ông chỉ giành được rất ít sự ủng hộ trong lực lượng chính trị Campuchia. Từ năm 1971 trở đi, quyền lực của Sirik Matak dần dần suy yếu bởi người em Lon Nol là Lon Non, chán nản vì một loạt các cuộc biểu tình về sau chống lại ông do phe đối lập tổ chức, Sirik Matak chính thức từ chức vào năm 1972. Bất chấp áp lực từ phía Mỹ, thế lực ủng hộ mạnh mẽ cho Sirik Matak, Lon Nol vẫn buộc phải quản thúc ông tại nhà một cách nghiêm ngặt và ông trở thành một người chỉ trích lớn tiếng của chế độ Cộng hòa Khmer.
Đến tháng 4 năm 1973, Lon Nol bị buộc phải cách chức Lon Non và đình chỉ hoạt động của Quốc hội, tự bổ nhiệm một "Hội đồng Chính trị Tối cao" bao gồm chính ông, Sirik Matak, Cheng Heng và In Tam. Tuy nhiên, theo ý kiến cá nhân thì Sirik Matak nói rằng trong trường hợp này khá thích hợp để cho phép Sihanouk trở lại, do mức độ ủng hộ ông khá cao, đã nêu rõ "nếu người dân muốn hắn ta, tôi sẽ chấp nhận". Khi được thông báo về điều này, Sihanouk tức giận gọi Sirik Matak là:
| “                  | Một trong những kẻ phản động và phản bội tồi tệ nhất trong lịch sử Campuchia [...] chúng ta sẽ treo cổ hắn, chỉ đơn giản là treo hắn lên, treo hắn lên thôi. | ” |
| — Norodom Sihanouk | |   |

### Phnom Penh thất thủ
Quân đội Cộng sản Khmer Đỏ được sự hỗ trợ đắc lực của Bắc Việt đã bắt đầu gia tăng mạnh sức tiến công và xâm chiếm từng tỉnh một trong lãnh thổ Campuchia từ năm 1974. Ít lâu sau, họ tung toàn quân bao vây một phần thủ đô Phnom Penh vào ngày 1 tháng 1 năm 1975. Trước tình hình chiến sự ngày càng bất lợi cộng thêm nỗi lo sợ thảm sát nên vào ngày 1 tháng 4 năm 1975, Tổng thống Lon Nol đệ đơn từ chức và bỏ trốn ra nước ngoài sống lưu vong tại Hawaii, Khmer Đỏ sau khi chuẩn bị bao vây toàn bộ thủ đô liền công bố một bản danh sách tử hình những kẻ phản bội với cái tên Lon Nol đứng đầu danh sách.
Ngày 12 tháng 4 năm 1975, khi toàn quân Khmer Đỏ đang trên đường tiến vào Phnom Penh thì viên Đại sứ Mỹ tại Campuchia là ông John Gunther Dean đã yêu cầu Sirik Matak và các quan chức cấp cao của chính phủ Cộng hòa Khmer nên di tản ngay lập tức, vì ở lại thì sẽ bị Khmer Đỏ sát hại, thế nhưng Sirik Matak, Long Boret và Lon Non cùng một số thành viên trong nội các Lon Nol đều nhất quyết từ chối mặc dù tên của Boret và ông nằm trong danh sách tử hình "bảy kẻ phản bội" mà Khmer Đỏ công bố sẽ xử tử nếu bắt được. Chính Sirik Matak đích thân viết một lá thư gửi cho viên Đại sứ như sau:
| “                          | Tôi thành thật cảm tạ ngài đã viết thư và còn đề nghị giúp tôi phương tiện đi tìm tự do. Than ôi ! Tôi không thể bỏ đi một cách hèn nhát như vậy! Với Ngài (đại sứ John Gunther Dean) và nhất là với xứ sở vĩ đại của Ngài, không bao giờ tôi lại tin rằng quý vị đã nhẫn tâm bỏ rơi một dân tộc đã lựa chọn tự do. Quý vị từ chối bảo vệ chúng tôi và chúng tôi chẳng thể làm được gì hết. Ngài ra đi, tôi cầu chúc Ngài và xứ sở của Ngài được hạnh phúc dưới bầu trời này. Nhưng xin Ngài nhớ cho rằng nếu tôi phải chết ở đây và ở lại đất nước tôi yêu dấu thì tuy đó là điều tệ hại, nhưng tất cả chúng ta đều sinh ra và cũng sẽ chết vào một ngày nào đó. Tôi chỉ ân hận một điều là đã quá tin và chót tin ở nơi quý vị, những người bạn Hoa Kỳ ! Xin Ngài nhận những cảm nghĩ chân thành và thân hữu của tôi. | ” |
| — Hoàng thân Sirik Matak . | |   |

Bức thư được sao chép và thêm vào trong cuốn sách Autrefois, Maison Privée.
Không lâu sau khi chính phủ Lon Nol tuyên bố chính thức đầu hàng Khmer Đỏ vào ngày 17 tháng 4 năm 1975, Sirik Matak đã đến tị nạn tại Khách sạn Le Phnom, nơi Hội Chữ thập đỏ quốc tế cố gắng tạo ra một khu vực an toàn. Ông bị từ chối ngay vì Hội Chữ thập đỏ đã biết được tên ông nằm trong danh sách tử hình "Bảy Kẻ Phản Bội". Bên ngoài khách sạn, Sirik Matak đã nói chuyện với các phóng viên và phân phát bản sao của bức thư mà ông gửi cho Đại sứ Dean. Bizot thông báo rằng Sirik Matak đã tìm cách xin tị nạn chính trị tại Đại sứ quán Pháp, Khmer Đỏ đe dọa sẽ xông vào bên trong Đại sứ quán và giết chết bất kỳ người nào kháng cự bằng vũ lực nếu họ không tự nguyện tuân theo yêu cầu của chúng. Theo như Phó lãnh sự quán Pháp Jean Dyrac và nhà báo Jon Swain, Bizot nhận trách nhiệm thông báo cho Sirik Matak biết là ông đã được bàn giao cho Khmer Đỏ. Sirik Matak cùng một vài quan chức còn lại đi cùng ông đều bị Khmer Đỏ sát hại vào ngày 21 tháng 4 năm 1975, hưởng thọ 61 tuổi. 
Các chi tiết chính xác về cái chết của ông vẫn còn mơ hồ, thế nhưng Sihanouk nhận được bản báo cáo xác nhận rằng Sirik Matak cùng với Boret Long đã bị đội hành quyết sát hại ngay tức khắc tại Trung tâm Thể thao Cercle Sportif ở Phnom Penh vào ngày 21 tháng 4, một bản báo cáo khác nói rõ ông bị chặt đầu. Tuy nhiên, theo như Henry Kissinger và những người khác đã lưu ý trong một bản báo cáo cho rằng Sirik Matak bị bắn vào bụng và bỏ mặc mà không được cứu chữa cho đến khi chết trong vòng ba ngày.
Tổng cộng có 150 người trong chính phủ Cộng hòa Khmer đã di tản theo người Mỹ. Còn lại toàn bộ đều bị giết hết. Riêng gia đình Sisowath Sirik Matak, từ con cháu đến các người giúp việc trong nhà ông đều bị Khmer Đỏ sát hại.

## Gia đình
Sirik Matak kết hôn với công chúa Norodom Kethneari, có một người con trai là Hoàng thân Sisowath Sirirath (sinh năm 1946 và vẫn sống cho đến nay) là một trong những nhà lãnh đạo của đảng chính trị bảo hoàng FUNCINPEC.

## Trích dẫn
- Tôi biết thái độ của người Mỹ là không muốn can thiệp vào công việc nội bộ của chúng tôi. Nhưng nếu Hoa Kỳ cứ tiếp tục ủng hộ theo kiểu một chế độ thì chúng tôi sẽ rơi vào tay Cộng sản. Ngài giúp một người dân muốn sống tự do. Nhưng khi ngài ủng hộ một chế độ không được lòng dân là ngài đã giúp Cộng sản.[27]
- Con người sinh ra rồi sẽ chết. Tôi không đi đâu cả. Tôi sẽ ở lại đây và đương đầu với mọi chuyện xảy ra. Họ có thể bắt tôi. Nhưng nếu họ giết tôi thì chuyện gì sẽ xảy ra? Tôi quyết ở lại vì đất nước.[28]
- Tôi không ngờ rằng ngài sẽ lãnh đạo đất nước của chúng ta một cách vững chắc tiến đến bên bờ thảm họa. Mọi thứ sẽ ngừng lại tất cả từ số mệnh của ngài, chúng sẽ kết thúc bởi sự sụp đổ và bầu trời sẽ rơi xuống trên đầu ngài, kẻ bù nhìn trước đây sẽ chôn vùi Campuchia cùng với nhà độc tài của nó, tôi không muốn mượn cái tên của tôi cho cái đất nước đáng sợ này của ngài: tôi từ chức.[29]